# 姚乃强
姚乃强（1936年9月—），出生于上海市，是一名中文翻译。他曾將美国小说家弗朗西斯·斯科特·菲茨杰拉德和纳撒尼尔·霍桑的英文作品以及了不起的盖茨比翻譯成中文，並且主編多部英漢詞典。 2000年5月商务印书馆出版姚乃强主编的《汉英双解新华字典》，各种错误数不胜数。21年后，商务印书馆另组人马重新出版《新华字典（汉英双语版）》。
2009年7月，姚乃强、赵小江等人向洛阳市中级人民法院起诉商务印书馆及其版权受让方好记星公司。2011年12月底，经河南省高级人民法院知识产权庭调解，商务印书馆向8名编译者支付9.5万元的赔偿。这可能也是商务印书馆决定重新组建翻译团队重译新华字典的原因之一。
姚乃强於1951年7月加入中国人民解放军。 1957年毕业于北京大学英语语言文学专业。曾任解放军外国语学院教授、博士生导师，高等学校外语专业教学指导委员会委员。2006年退出教學一線。